# مارتين توماس (لاعب اتحاد الرغبي)
مارتين توماس (بالإنجليزية: Martyn Thomas)‏ هو لاعب اتحاد الرغبي بريطاني، ولد في 24 أبريل 1987 في كارماذن ‏ في المملكة المتحدة.